# Бен Джонс
Бен Джозеф Джонс (англ. Ben Joseph Jones; 5 серпня 1924 — 10 лютого 2005) — політичний діяч Гренади, прем'єр-міністр країни у 1989–1990 роках.

## Життєпис
Народився у селі Карр'єр на колоніальному острові Гренада. Після закінчення школи 1943 проходив службу у військовій частині в Карибському регіоні. У 1947–1956 роках працював на нафтопереробному підприємстві на острові Аруба.
У 1956–1962 роках продовжив здобувати освіту у Лондонському університеті.
З 1962 до 1964 перебував на юридичній службі в Лондоні. У 1964–1965 роках мав приватну адвокатську практику у Гренаді. З 1966 до 1967 займав пост помічника міністра закордонних справ Гренади, після чого отримав місце у парламенті від опозиційної Нової національної партії. За часів правління Моріса Бішопа повернувся до приватної юридичної практики.
З 1984 року був депутатом Законодавчих зборів. У 1984–1987 роках обіймав посаду заступника прем'єр-міністра, міністра закордонних справ і юстиції в уряді Герберта Блейза. З лютого 1987 — заступник прем'єр-міністра, міністр закордонних справ, туризму, сільського господарства, земель та лісівництва.
У грудні 1989 року очолив уряд, ту посаду обіймав до початку 1990, після чого залишався на посаді міністра сільського й лісового господарства, земель і рибальства.
З 1991 року відновив приватну юридичну практику.
Мав прізвисько Дядько Бен.
Помер уві сні 10 лютого 2005 у власному будинку.